# Kecskeméti TE
El Kecskeméti Testedző Egyesület, es un club de fútbol húngaro localizado en la ciudad de Kecskemét. A partir de la temporada 2025-26 juega en la NBII, la segunda categoría de la liga de fútbol de Hungría.

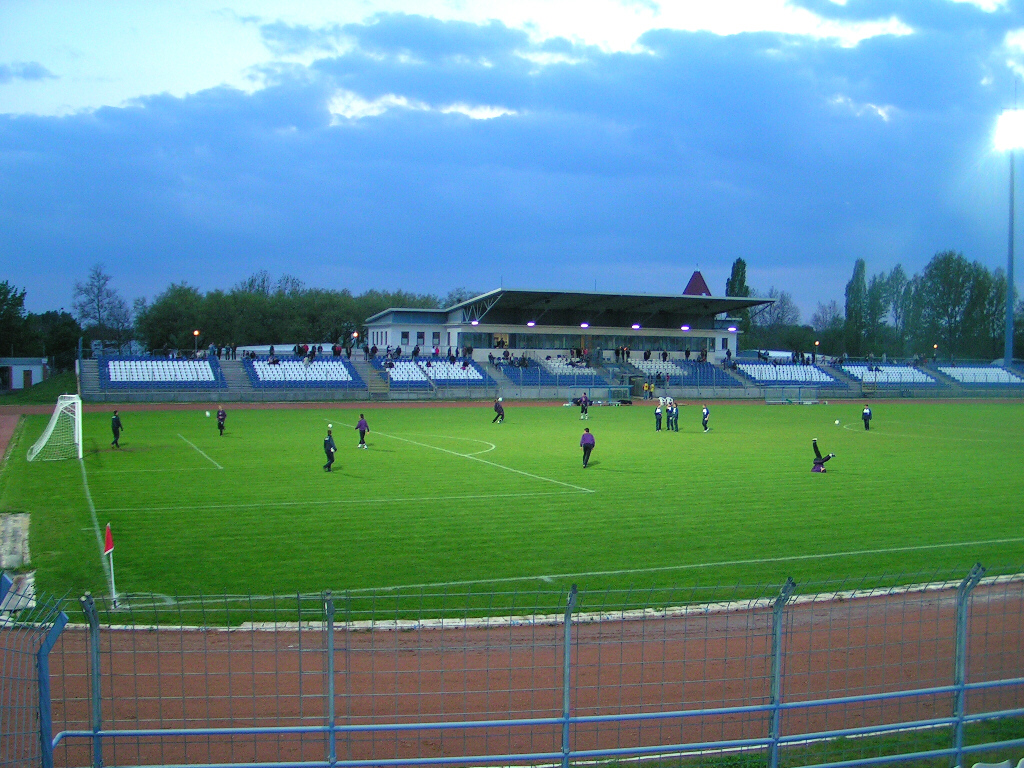
Széktói Stadion.

## Uniforme
- Uniforme titular: Camiseta morada, pantalón blanco, medias moradas.
- Uniforme alternativo: Camiseta blanca, pantalón blanco, medias blancas.

## Palmarés

### Torneos nacionales (1)
| Competición nacional             | Títulos                             | Subcampeonatos             |
| -------------------------------- | ----------------------------------- | -------------------------- |
| Primera División (0/1)           |                                     | 2022-23.                   |
| Copa de Hungría (1/0)            | 2010-11.                            |                            |
| Copa de la Liga de Hungría (0/1) |                                     | 2011-12.                   |
| Supercopa de Hungría (0/1)       |                                     | 2011.                      |
|                                  |                                     |                            |
| Segunda División (1/2)           | 2007-08.                            | 2000-01, 2021-22.          |
| Tercera División (4/3)           | 1945-46, 1957-58, 1989-90, 1994-95. | 1958-59, 1991-92, 2020-21. |
| Cuarta División (2/0)            | 1964-65, 2017-18.                   |                            |

## Participación en competiciones de la UEFA
| Temporada | Torneo                 | Ronda             | Club      | Casa | Visita     | Global  |
| --------- | ---------------------- | ----------------- | --------- | ---- | ---------- | ------- |
| 2011-12   | UEFA Europa League     | 2ª Clasificatoria | FC Aktobe | 1-1  | 0-0        | 1-1 (v) |
| 2023–24   | UEFA Conference League | 2ª Clasificatoria | Riga      | 2–1  | 1–3 (t.e.) | 3–4     |